# یواس‌اس وایاندانک (۱۸۴۷)
یواس‌اس وایاندانک (۱۸۴۷) (به انگلیسی: USS Wyandank (1847)) یک کشتی بود که طول آن 132' 5" بود. این کشتی در سال ۱۸۴۷ ساخته شد.